# Bilbao Athletic
Bilbao Athletic ist die zweite Mannschaft vom Athletic Club de Bilbao. Athletic B spielt seit der Saison 2024/25 in der Primera Federación.
Im spanischen Fußball ist die Teilnahme von zweiten Mannschaften in der Segunda División erlaubt. Bilbao Athletic B darf jedoch nicht an der Copa del Rey teilnehmen. Für den Verein dürfen Spieler unter 23 Jahren und Profis unter 25 Jahren spielen.

## Geschichte
Das Team wurde 1964 zurück ins Leben gerufen, nachdem im Zweiten Weltkrieg schon eine Mannschaft mit dem Namen Bilbao Athletic existiert hatte.
1969 stiegen sie erstmals in die Segunda División auf, die Mannschaft hielt sich jedoch nur ein Jahr in der zweiten Liga. Nachdem man zwischenzeitlich sogar viertklassig gewesen war, stieg man 1983 wieder in die Segunda División auf. In der Wiederaufstiegssaison wäre man sogar in die Primera División aufgestiegen, jedoch dürfen zweite Mannschaften nicht in die erste Liga aufsteigen. 1988 stieg man für ein Jahr wieder ab, ehe man 1996 für längere Zeit abstieg. 2015 erreichte man nach guten Leistungen in den vorherigen Saisons den Wiederaufstieg, nachdem man den FC Cádiz im Aufstiegsplayoff besiegt hatte. Aktuell spielt sie drittklassig in der ersten Gruppe der Primera Federación.

## Kader 2025/26
(Stand: 10. August 2025)
| Nr. | Nat.    | Spieler      | Geburtstag |
| 25  | Spanien | Mikel Santos | 01.11.2004 |
|     | Spanien | Iker Galindo | 22.07.2004 |
|     | Spanien | Eric Gamen   | 21.04.2004 |

| Nr. | Nat.       | Spieler             | Geburtstag |
| 03  | Spanien    | Jon de Luis         | 05.05.2003 |
| 04  | Spanien    | Aimar Duñabeitia    | 26.02.2003 |
| 05  | Spanien    | Eneko Ebro          | 29.09.2003 |
| 12  | Spanien    | Javier Elías        | 01.11.2004 |
| 14  | Spanien    | Ander Izagirre      | 28.06.2003 |
| 22  | Spanien    | Xabier Irurita      | 02.01.2002 |
| 24  | Frankreich | Johaneko Louis-Jean | 28.06.2004 |
| 28  | Spanien    | Iker Monreal        | 03.07.2005 |
|     | Spanien    | Iker Aldai          | 23.06.2003 |
|     | Spanien    | Miguel Barandalla   | 24.03.2004 |

| Nr. | Nat.                     | Spieler         | Geburtstag |
| 10  | Spanien                  | Ibon Sánchez    | 08.03.2004 |
| 15  | Äquatorialguinea Spanien | Junior Bita     | 08.06.2005 |
| 16  | Spanien                  | Eñaut Lete      | 08.06.2004 |
| 35  | Spanien                  | Beñat García    | 21.01.2007 |
|     | Spanien                  | Gaizka Alboniga | 14.03.2005 |
|     | Spanien                  | Éder García     | 04.01.2004 |
|     | Spanien                  | Manex Gibelalde | 24.04.2004 |
|     | Spanien                  | Javier Sola     | 04.10.2005 |

| Nr. | Nat.         | Spieler           | Geburtstag |
| 09  | Spanien      | Ibai Sanz         | 13.08.2003 |
| 21  | Spanien      | Endika Buján      | 16.01.2003 |
| 23  | Spanien      | Asier Hierro      | 06.05.2005 |
| 29  | Spanien      | Adrián Pérez      | 25.10.2006 |
| 40  | Spanien      | Txus Vizcay       | 05.08.2005 |
|     | Spanien Kuba | Elijah Gift       | 11.06.2006 |
|     | Spanien      | Peio Huestamendia | 08.11.2006 |

### Verliehene Spieler
| Nr. |         | Position | Name                                                |
| --- | ------- | -------- | --------------------------------------------------- |
|     | Spanien | TW       | Oier Gastesi (an Arenas Club bis zum 30. Juni 2026) |
|     | Spanien | ST       | Iker Varela (an CD Mirandés bis zum 30. Juni 2026)  |

### Kaderänderungen der Saison 2025/26
| Zugänge     | Zugänge           | Zugänge                        |
| Zeitpunkt   | Spieler           | Abgebender Verein              |
| ----------- | ----------------- | ------------------------------ |
| Sommerpause | Gaizka Alboniga   | CD Basconia (interner Wechsel) |
| Sommerpause | Iker Aldai        | SD Eibar B (Leihe)             |
| Sommerpause | Miguel Barandalla | Sestao River (Leihende)        |
| Sommerpause | Iker Galindo      | Arenas Club (ablösefrei)       |
| Sommerpause | Eric Gamen        | CD Basconia (interner Wechsel) |
| Sommerpause | Eder García       | Sanse (?)                      |
| Sommerpause | Manex Gibelalde   | Sanse (?)                      |
| Sommerpause | Elijah Gift       | CD Basconia (interner Wechsel) |
| Sommerpause | Peio Huestamendia | CD Basconia (interner Wechsel) |
| Sommerpause | Iker Monreal      | CD Basconia (interner Wechsel) |
| Sommerpause | Javier Sola       | CD Mirandés (Leihende)         |
| Sommerpause | Jesús Vizcay      | CD Basconia (interner Wechsel) |

| Abgänge     | Abgänge             | Abgänge                          |
| Zeitpunkt   | Spieler             | Neuer Verein                     |
| ----------- | ------------------- | -------------------------------- |
| Sommerpause | Eneko Aguilar       | SD Ponferradina (?)              |
| Sommerpause | Ekain Azkune        | SV Ried (?)                      |
| Sommerpause | Peio Canales        | Athletic Club (interner Wechsel) |
| Sommerpause | Oier Gastesi        | Arenas Club (Leihe)              |
| Sommerpause | Beñat Gerenabarrena | CD Castellón (Leihe)             |
| Sommerpause | Igor Oyono          | CD Basconia (interner Wechsel)   |
| Sommerpause | Alejandro Rego      | Athletic Club (interner Wechsel) |
| Sommerpause | Iker Varela         | CD Mirandés (Leihe)              |

### Trainerstab der Saison 2025/26
| Name             | Funktion                   |
| ---------------- | -------------------------- |
| Jokin Aranbarri  | Cheftrainer                |
| Mikel Balenziaga | Co-Trainer                 |
| Armando Ribeiro  | Assistenztrainer (Torwart) |
| Ander Erice      | Assistenztrainer (Analyst) |
| Mikel Legarreta  | Athletiktrainer            |
| Txolo Aguinaga   | Sportpsychologe            |

## Statistik
Seit der Saison 1991/92 spielt sie als zweite Mannschaft und nicht mehr als Farmteam.
| Saison  | Liga     | Platz |
| ------- | -------- | ----- |
| 1964/65 | Regional | —     |
| 1965/66 | Regional | —     |
| 1966/67 | 3ª       | 1.    |
| 1967/68 | 3ª       | 3.    |
| 1968/69 | 3ª       | 1.    |
| 1969/70 | 2ª       | 13.   |
| 1970/71 | 3ª       | 5.    |
| 1971/72 | 3ª       | 9.    |
| 1972/73 | 3ª       | 5.    |
| 1973/74 | 3ª       | 13.   |
| 1974/75 | 3ª       | 8.    |
| 1975/76 | 3ª       | 4.    |
| 1976/77 | 3ª       | 4.    |
| 1977/78 | 2ªB      | 5.    |
| 1978/79 | 2ªB      | 7.    |
| 1979/80 | 2ªB      | 12.   |

| Saison  | Liga | Platz |
| ------- | ---- | ----- |
| 1980/81 | 2ªB  | 3.    |
| 1981/82 | 2ªB  | 10.   |
| 1982/83 | 2ªB  | 1.    |
| 1983/84 | 2ª   | 2.    |
| 1984/85 | 2ª   | 15.   |
| 1985/86 | 2ª   | 7.    |
| 1986/87 | 2ª   | 6.    |
| 1987/88 | 2ª   | 17.   |
| 1988/89 | 2ªB  | 1.    |
| 1989/90 | 2ª   | 3.    |
| 1990/91 | 2ª   | 13.   |
| 1991/92 | 2ª   | 13.   |
| 1992/93 | 2ª   | 15.   |
| 1993/94 | 2ª   | 14.   |
| 1994/95 | 2ª   | 16.   |

| Saison  | Liga | Platz |
| ------- | ---- | ----- |
| 1995/96 | 2ª   | 18.   |
| 1996/97 | 2ªB  | 12.   |
| 1997/98 | 2ªB  | 2.    |
| 1998/99 | 2ªB  | 6.    |
| 1999/00 | 2ªB  | 8.    |
| 2000/01 | 2ªB  | 6.    |
| 2001/02 | 2ªB  | 6.    |
| 2002/03 | 2ªB  | 4.    |
| 2003/04 | 2ªB  | 11.   |
| 2004/05 | 2ªB  | 9.    |
| 2005/06 | 2ªB  | 6.    |
| 2006/07 | 2ªB  | 15.   |
| 2007/08 | 2ªB  | 15.   |
| 2008/09 | 2ªB  | 11.   |
| 2009/10 | 2ªB  | 15.   |

| Saison  | Liga   | Platz |
| ------- | ------ | ----- |
| 2010/11 | 2ªB    | 12.   |
| 2011/12 | 2ªB    | 8.    |
| 2012/13 | 2ªB    | 3.    |
| 2013/14 | 2ªB    | 5.    |
| 2014/15 | 2ªB    | 2.    |
| 2015/16 | 2ª     | 22.   |
| 2016/17 | 2ªB    | 8.    |
| 2017/18 | 2ªB    | 4.    |
| 2018/19 | 2ªB    | 6.    |
| 2019/20 | 2ªB    | 3.    |
| 2020/21 | 2ªB    | 2.    |
| 2021/22 | 1ªRFEF | 15.   |
| 2022/23 | 1ªRFEF | 20.   |
| 2023/24 | 2ªRFEF | 1.    |
| 2024/25 | 1ªRFEF | 7.    |

- 14 Saisons in der Segunda División
- 3 Saison in der Primera Federación
- 30 Saisons in der Segunda División B
- 1 Saisons in der Segunda Federación
- 10 Saisons in der Tercera División
- 2 Saisons in den Divisiones Regionales

## Erfolge
- Meister Segunda División B: 1982/83, 1988/89
- Meister Segunda Federación: 2023/24
- Meister Tercera División: 1966/67, 1968/69

## Stadion
Seit der Zweitligasaison 2015/16 spielt Bilbao B im San Mamés, zuvor war man in den Instalaciones de Lezama in Lezama aktiv.

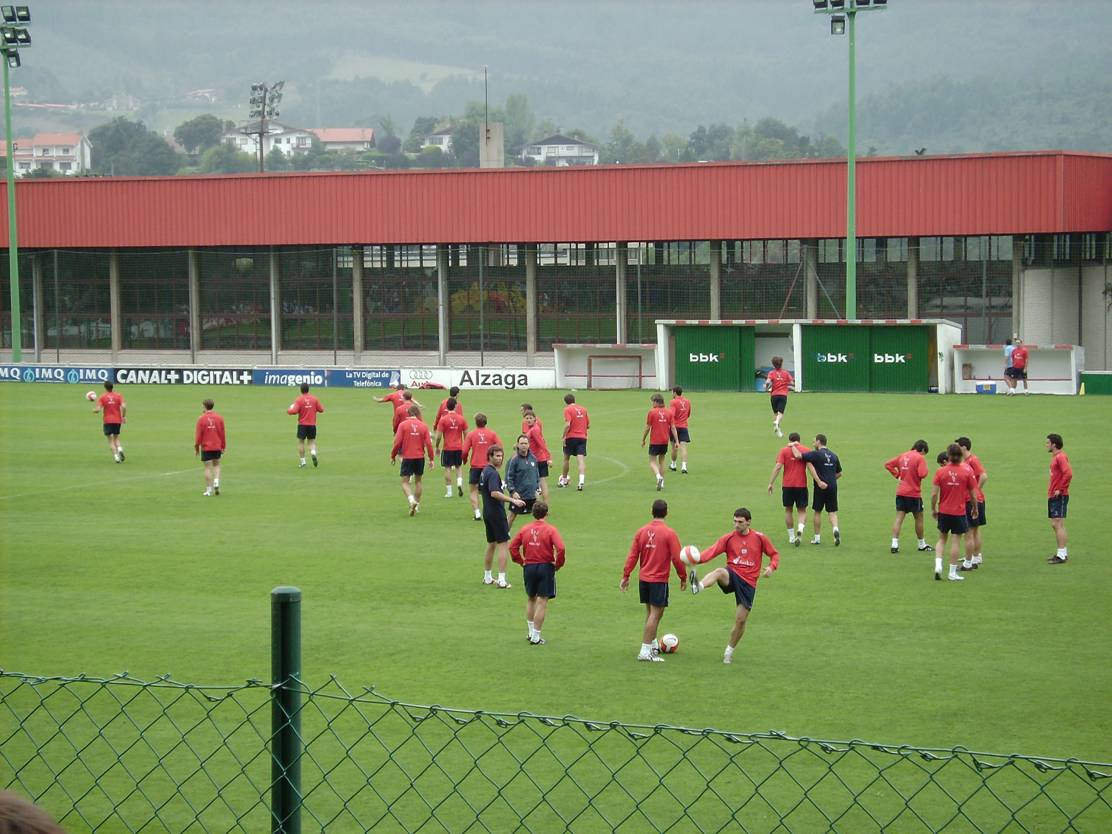
Bilbao Athletic beim Training in Lezama

## Auswahl von Trainern
- Javier Clemente
- Agustín Gaínza
- Joseba Etxeberria
- José Ángel Iribar

## Berühmte Spieler
Diese Liste zeigt Spieler, die öfter als 100 Mal für die erste Mannschaft gespielt haben oder internationalen Status erreicht haben.
- Aritz Aduriz
- José Ramón Alexanko
- Rafael Alkorta
- Fernando Amorebieta
- Daniel Aranzubia
- Beñat
- Dani
- Óscar de Marcos
- Asier del Horno
- Ander Garitano
- Andoni Goikoetxea
- Ibai Gómez
- Julen Guerrero
- Carlos Gurpegui
- Gorka Guruzeta
- Iago Herrerín
- Gorka Iraizoz
- Andoni Iraola
- Ander Iturraspe
- Aitor Karanka
- Kepa
- Iñaki Lafuente
- Aymeric Laporte
- Aitor Larrazábal
- Iñigo Lekue
- Fernando Llorente
- Iker Muniain
- Ander Murillo
- Unai Nuñez
- Luis Prieto
- Carlos Ruiz
- Julio Salinas
- Oihan Sancet
- Manuel Sarabia
- Unai Simón
- Markel Susaeta
- Dani Vivian
- Mikel Vesga
- Iñaki Williams
- Nico Williams
- Yeray
- Francisco Yeste
- Andoni Zubizarreta